# Oak Harbor, Ohio
Oak Harbor är en ort (village) i Ottawa County i Ohio. Vid 2010 års folkräkning hade Oak Harbor 2 759 invånare.